# Jacques Vettier
Jacques Vettier, né le 8 décembre 1959 à Pontcharra en Isère, est un écrivain français, auteur de roman policier.

## Biographie
Il fait des études de technologie et d'économie à Grenoble, puis travaille dans le monde de la moto et de l'automobile.
En 1994, il publie son premier roman, Juge et Partie, premier volume d'une trilogie consacrée à Carole Ménani, magistrate. En 1997, ce roman est adapté à la télévision sous le titre éponyme dans une réalisation de Jacques Malaterre. Selon le Dictionnaire des littératures policières, « les romans de Jacques Vettier sont plein de compassion pour les êtres fragiles et remplis d'admiration envers ceux qui se battent, souvent de remarquables personnages féminins ».
En 1999, il fait paraître Nécroprocesseurs, « une autre de ses grandes réussites », qui obtient le prix Sang d'encre.

## Œuvre

### Romans

#### SérieCarole Ménani
- Juge et Partie, Métailié, coll. « Troubles » (1994)  (ISBN 2-86424-187-0), réédition Métailié, coll. « Policier » no 2 (1998)  (ISBN 2-86424-269-9)
- Tueuse sans gages, Métailié, coll. « Troubles » (1996)  (ISBN 2-86424-216-8)
- Le Rendez-vous de Barbuda, Métailié, coll. « Troubles » (1997)  (ISBN 2-86424-244-3)

#### Autres romans
- La Petite Marchande de doses Éditions Baleine, coll. « Le Poulpe » (1998)  (ISBN 2-84219-160-9)
- Sous les nuées vertes Éditions Baleine, coll. « Macno » no 12 (1999)  (ISBN 2-84219-207-9)
- Nécroprocesseurs, Métailié, coll. « Noir » no 11 (1999)  (ISBN 2-86424-309-1), réédition France Loisirs, coll. « Piment » (2000)  (ISBN 2-7441-3619-0)
- Toutes les îles sont bleues, Zulma, coll. « Quatre-bis » (2002)  (ISBN 2-84304-231-3)

### Littérature d'enfance et de jeunesse
- Plongée fatale, Éditions Albin Michel, coll. « Le Furet enquête » no 17 (1999)  (ISBN 2-226-11230-8)

### Recueil de nouvelles
- Avès Sotavento, Largo éditions, coll. « Bleu nuit » (1999)  (ISBN 2-913455-02-6), réédition Éditions Baleine, coll. « Instantanés de polar » (2001)  (ISBN 2-84219-316-4)

### Nouvelles
- Les Feux de l'amour, dans l'anthologie Du lit au ciel, Luce Wilquin, coll. « Noir pastel » (1997), réédition dans le recueil Avès Sotavento
- Avoir un bon métier, dans la revue 813 no 62 (mars 1998), réédition dans le recueil Avès Sotavento
- Pas le droit !, dans la revue Lignes noires spéciale festival 1999, Horizons noirs (1999)
- Avès Sotavento, dans le recueil Avès Sotavento
- Brève de supérette, dans le recueil Avès Sotavento
- La Case départ, dans le recueil Avès Sotavento
- Un pont trop loin, dans le recueil Avès Sotavento
- Redonda, dans la revue 813 no 72-73 (octobre 2000), réédition dans le recueil Avès Sotavento
- La Langue de l'Océan, dans l'anthologie Privés de futur, Étoiles vives (2000)  (ISBN 2-84344-029-7)
- La Fricassée de Chatrous, dans L'Ours polar no 9 (mars 2000)
- Le Chatrou contre Ernest Bouganmoin
- Y'a des Jours, dans la revue Lignes noires spéciale festival 2002, Horizons noirs (2002)

## Adaptation

### À la télévision
- 1997 Juge et Partie, téléfilm français réalisé par Jacques Malaterre, adaptation du roman éponyme

## Prix et distinctions
- Prix Sang d'encre 1999 pour Nécroprocesseurs

## Sources
: document utilisé comme source pour la rédaction de cet article.
- Claude Mesplède (dir.), Dictionnaire des littératures policières, vol. 2 : J - Z, Nantes, Joseph K, coll. « Temps noir », 2007, 1086 p. (ISBN 978-2-910-68645-1, OCLC 315873361), p. 960-961.